# Schlacht bei Storkyro
1. Phase: Schwedische Dominanz (1700–1709)
Dänischer Kriegsschauplatz (1700)
Humlebæk • Tönning I 
Livländ./ Estnischer Kriegsschauplatz (1700–1708)
Riga I • Jungfernhof • Varja • Pühhajoggi • Narva • Petschora • Düna • Rauge • Erastfer • Hummelshof • Embach • Tartu • Narva II • Wesenberg I • Wesenberg II
Ingermanländ./ Finnischer Kriegsschauplatz (ab 1701)
Archangelsk • Ladogasee • Nöteborg • Nyenschanz • Newa • Systerbäck • Petersburg • Wyborg I • Porvoo • Newa II • Koporje II • Kolkanpää
Litauisch-weißrussischer Kriegsschauplatz (1702–1706)
Vilnius • Saladen • Jakobstadt • Gemauerthof • Mitau • Grodno I • Olkieniki • Njaswisch • Klezk • Ljachawitschy
Polnischer Kriegsschauplatz (1702–1706)
Klissow • Pułtusk • Thorn • Lemberg • Warschau • Posen • Punitz • Tillendorf • Rakowitz • Praga • Fraustadt • Kalisch 
Russischer Kriegsschauplatz (1708–1709)
Grodno II • Golowtschin • Moljatitschi • Rajowka • Lesnaja • Desna • Baturyn • Koniecpol • Weprik • Opischnja • Krasnokutsk • Sokolki • Poltawa I • Poltawa II
2. Phase: Schweden in der Defensive (1710–1721)
Baltischer und Finnischer Kriegsschauplatz (bis 1714)
Riga II • Wyborg II • Pernau • Kexholm • Reval • Hogland • Pälkäne • Storkyro • Nyslott • Hanko 
Schwed./Norwegischer Kriegsschauplatz (1710–1721)
Helsingborg • Køge-Bucht • Bottnischer Meerbusen • Frederikshald I • Dynekilen-Fjord • Göteborg I • Strömstad • Trondheim • Frederikshald II • Marstrand • Ösel • Göteborg II • Södra Stäket • Grönham • Sundsvall
Norddeutscher Kriegsschauplatz (1711–1716)
Elbing • Wismar I • Lübow • Stralsund I • Greifswalder Bodden I • Stade • Rügen • Gadebusch • Altona • Tönning II • Stettin • Fehmarn • Wismar II • Stralsund II • Jasmund • Peenemünde • Greifswalder Bodden II • Stresow 
Die Schlacht bei Storkyro war eine Schlacht des Finnlandfeldzugs von 1713–1714 im Großen Nordischen Krieges, die am 2. März 1714 gregorianischer Zeitrechnung in der Nähe des Dorfes Napue in Österbotten zwischen einer schwedischen und russischen Armee stattfand.
Die schwedische Armee, die fast vollständig aus finnischen Soldaten bestand, wurde von einer numerisch überlegenen russischen Armee geschlagen. Im Ergebnis fiel ganz Finnland bis zum Ende des Krieges unter russische Herrschaft.

## Vorgeschichte
1703 erreichten russische Kräfte die inneren Teile des Golfs von Finnland und gründeten die Stadt Sankt Petersburg. Da die schwedische Hauptarmee in Polen beschäftigt war, blieben nur Resttruppen übrig, um die baltischen Territorien zu verteidigen. Nach der Schlacht bei Poltawa eroberte Russland die letzten schwedischen Festungen in Livland, Estland und Ingermanland.
Als Karl XII. Friedensverhandlungen ablehnte, vereinbarten Dänemark und Russland Pläne, die Stockholm bedrohen sollten. Zwei Angriffsrouten wurden vereinbart. Eine sollte durch das südlich Schweden führen, die andere durch Finnland und den Alandinseln. Der dänische Angriff auf der südlichen Route wurde 1710 in der Schlacht bei Helsingborg abgeschlagen, aber die russische Attacke auf Finnland gelang.
Der russische Angriff auf Finnland vollzog sich aber nicht so wie geplant, da Peter I. im Krieg gegen das Osmanische Reich abgelenkt wurde. Dies führte dazu, dass die geplanten Angriffe auf Åbo verschoben werden mussten. Die ersten russischen Angriffe bestanden aus Überfällen und Erkundungsoperationen mit der Absicht der Besetzung des südöstlichen Finnlands. Weiterhin sollten die finnischen Länder verheert werden, um schwedischen Kräften keine Basis für Operationen ihrerseits gegen russisch kontrolliertes Land um Sankt Petersburg zu bieten.
Eine bedeutende russische Militärkampagne begann 1713, nachdem logistische Probleme einen Angriff im Vorjahr verhinderten. Bereits im Mai erreichte Peter I. Helsinki und während des Sommers fiel das ganze südliche Finnland in russische Hände. Die schwedischen Kräfte unter Kommando von General Georg Lybecker zogen sich landeinwärts zurück. Bevor Peter I. nach Russland zurückkehrte, beauftragte er Fjodor Matwejewitsch Apraxin, den Oberbefehlshaber der russischen Marine, die schwedische Armee während des Winters anzugreifen.
General Carl Gustaf Armfeldt wurde das Kommando über die schwedischen Truppen im August 1713 übertragen. Er stand vor einer hoffnungslosen Aufgabe. Lybecker überließ ihm eine verwahrloste, hungernde und Not leidende Armee. Erkundungen waren nicht möglich, da die Kavallerie zu geschwächt war, um diese Art von Aufgaben auszuführen. Als der russische General Michail Golizyn im Februar 1714 nach Österbotten marschierte, platzierte Armfeldt seine Kräfte in einer defensiven Position in der Nähe des Dorfes von Napo, östlich von Vasa. Ein Kriegsrat wurde am 16. Februar gehalten, in dem Armfeldt sich entschied zu bleiben und eine Schlacht zu wagen.

## Schlachtverlauf

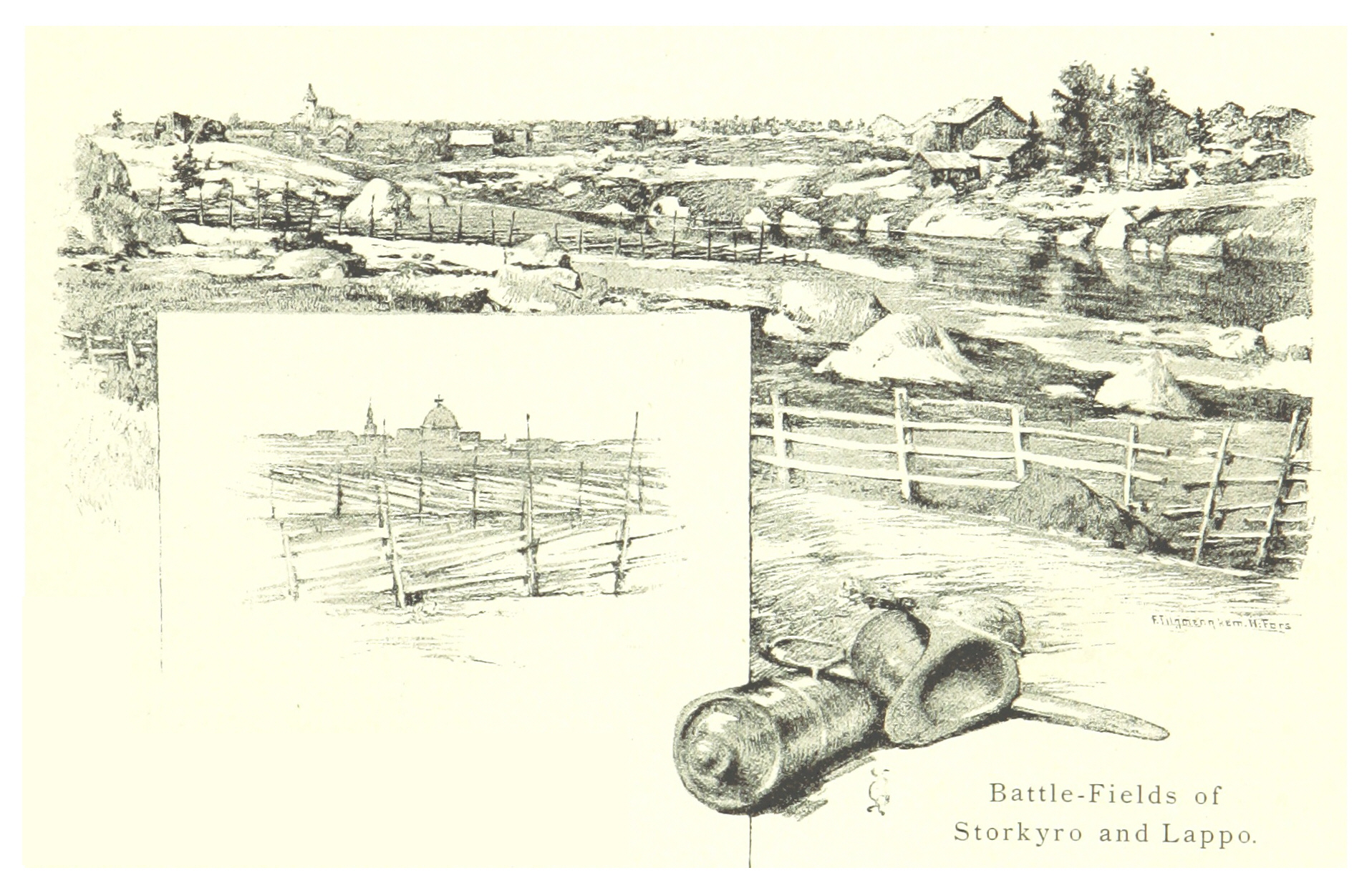
Das Schlachtfeld von Storkyro

Die Russen erreichten Napo von Osten, entlang des gefrorenen Kyrönjoki. Als sie in Sichtweite aber außerhalb der Schussweite der schwedischen Kräfte ankamen, drehte der rechte Flügel der Kavallerie und Infanterie nach Norden. Anstatt die russischen Soldaten parallel zu den schwedischen Kräften zu formieren und zu attackieren, entschied sich Golizyn die Schweden an der linken Flanke anzugreifen. Ein einheimischer Bauer führte die russische Armee über den gefrorenen morastigen Wald nördlich des Flusses. Auf diesem Weg erhielt die russische Armee eine sehr vorteilhafte Position für die Attacke der schwedischen linken Flanke. Die russischen Bewegungen wurden von Armfeldt und seinen Offizieren beobachtet. Kosaken und Dragoner erreichten am Morgen ihre Positionen, während die Hauptkräfte am Nachmittag aufgestellt wurden.
Als die Schlacht kurz bevorstand, ritt Armfeldt vor der schwedischen Kampflinie und beschwor die Soldaten für König und Vaterland zu kämpfen. Armfeldt bemerkte, dass etwas falsch lief, als nur eine kleine Kavallerieeinheit entlang des gefrorenen Flusses vorstieß, während der Rest der russischen Streitkraft nordwärts entschwand. Er realisierte die Folgen dieser Vorgänge zu spät und kommandierte die schwedische Linie sich nordwärts neu zu positionieren, um auf diese Bedrohung zu reagieren. Er befahl dann einen präventiven Angriff. 
Der schwedische rechte Flügel erreichte große Anfangserfolge und brachte den russischen linken Flügel in Unordnung. Die Infanterie schoss ihre Musketen ab und ging dann zum Bajonettangriff über. Die russische linke Flanke hatte sich zu dem Zeitpunkt noch nicht vollkommen platziert und geriet so in schwere Bedrängnis. Durch die große numerische Überlegenheit der Russen konnten sie aber ihre Linien stabilisieren. Die russische rechte Flanke war besser organisiert und schlug die schwedische Attacke zurück.
Russische Dragoner und Kosaken umkreisten die schwedische Kavallerie und schnitten sie vom restlichen Heer ab. Der linke schwedische Flügel brach in schweren Abwehrkämpfen langsam zusammen. Armfeldt versuchte seine umkreiste linke Flanke zu entsetzen, aber Golizyn konzentrierte nun seine Kräfte gegen das schwedische Zentrum und die rechte Flanke. Die schwedische Infanterie brach völlig zusammen und flüchtete in Panik vom Schlachtfeld.

## Folgen
Die Schlacht endete mit der Zerstörung der schwedischen Armee in Finnland unter Verlusten von fast 2500 Mann. Viele Soldaten erfroren in der folgenden Nacht. Die russischen Verluste waren ebenfalls beträchtlich: 2000 Männer fielen oder wurden verwundet.
Strategisch erlaubte der Sieg bei Storkyro den Russen die Kontrolle über ganz Finnland für die folgenden Jahre. Schweden war zu schwach, um die Russen aus Finnland zu vertreiben. Der gleichzeitige Sieg der Russen in der Seeschlacht von Hanko ermöglichte es der Flotte, die Landoperationen der Armee zu unterstützen. Dies war wichtig, da die Versorgung mit Nahrungsmitteln über den Landweg für die russische Armee nicht sichergestellt werden konnte.